# Zero no Tsukaima
Zero no Tsukaima (jap. ゼロの使い魔 Zero no Tsukaima; dosł. „Chowaniec Zera”) – seria light novel autorstwa Noboru Yamaguchiego ilustrowanych przez Eiji Usatsukę wydana w 22 tomach od 25 czerwca 2004 do 24 lutego 2017 przez wydawnictwo Media Factory, z czego ostatnie dwa tomy zostały wydane już po śmierci autora, na podstawie pozostawionych przez niego instrukcji.
Na podstawie powieści powstały trzy serie seinen-mangi oraz cztery serie anime.

## Fabuła
Louise Françoise Le Blanc de La Vallière, uczennica Akademii magii w Tristain, z powodu kompletnego braku postępów w nauce magii otrzymuje przydomek „zero”. Na drugim roku, wszyscy uczniowie przywołują swoje chowańce czyli stworzenia, które mają towarzyszyć magom do końca życia Wówczas Louise przywołuje zwykłego człowieka – Saito Hiragę. Mimo sprzeciwu obydwojga nie ma już odwrotu.

## Bohaterowie
- Louise (jap. ルイズ Ruizu) – Jej pełne imię to Louise Françoise Le Blanc de La Vallière (jap. ルイズ・フランソワーズ・ル・ブラン・ド・ラ・ヴァリエール Ruizu Furansowāzu Ru Buran Variēru). Uczennica drugiego roku w Akademii Magii w Tristain. Jest trzecim potomkiem rodziny Vallière, która pochodzi z północno-wschodniej części Tristan. Potrafi władać magią otchłani. Podczas rytuału drugorocznych, w którym studenci muszą przywołać towarzysza, przywołuje ona Saito Hiragę, który okazuje się wcieleniem legendarnego bohatera Gandalfra. W miarę upływu czasu dziewczyna zaczyna się zakochiwać w Saito, ale za bardzo nie wie co mu powiedzieć. W ostatnim odcinku trzeciej serii zostaje mianowana na zastępczynię księżniczki – kiedy księżniczka umrze bądź zrzeknie się swej funkcji, Louise zostanie władczynią Tristain oraz ostatnim odcinku czwartej serii zostaje żoną Saito.

Seiyū: Rie Kugimiya 
- Saito Hiraga (jap. 平賀才人 Hiraga Saito) – Na ulicy w Tokio spotyka na drodze tajemniczy, zielony portal, który wchłania go i przenosi do Tristain. Z początku Saito był zdezorientowany – nie wiedział, gdzie jest i co się dzieje. Nie rozumiał też języka, dopóki Louise nie rzuciła na niego źle sformułowanego czaru milczenia. Na klatce piersiowej i na lewej ręce posiada tajemnicze znamię, które znaczy „Gandalfr” (jap. ガンダールヴ Gandāruvu; lub runicznie: ), daje ono możliwość korzystania ze wszystkich rodzajów broni przeznaczonej do walki. Służba nazywa chłopaka „naszym mieczem”, gdyż jest pierwszym zwykłym człowiekiem w szkole, który pokonał szlachcica w pojedynku. Zostaje obiektem zainteresowania wielu dziewcząt z Akademii Magii. Za zasługi podczas wojny Tristain z Albionem zostaje uhonorowany tytułem Chevaliera (rycerza), co jest równoznaczne z nobilitacją i zaliczeniem do kręgu szlachty. W ostatnim odcinku czwartej serii zostaje mężem Louise.

Seiyū: Satoshi Hino 
- Kirche (jap. キュルケ Kyuruke) – Jej pełne imię to Kirche Frederica Augusta von Anhalt Zerbst (jap. キュルケ・アウグスタ・フレデリカ・フォン・アンハルツ・ツェルプストー Kyuruke Augusuta Furederika Fon Anharutsu Tserubusutō), rówieśniczka z klasy Louise. Jej specjalnością jest element ognia. Pochodzi z kraju najbardziej znienawidzonego przez rodzinę Vallière, Germanii. Ciągle flirtuje ze wszystkimi chłopakami z akademii, zwłaszcza z Saito. Jej chowańcem jest salamandra, Płomień (jap. フレイム Fureim). Jej najwierniejszą przyjaciółką jest Tabitha.

Seiyū: Nanako Inoue 
- Charlotte Helene Orlean (jap. シャルロット・エレーヌ・オルレアン Sharurotto Erēnu Oruro) – W akademii znana jako Tabitha (jap. タバサ Tabasa). Charlotte to milcząca dziewczyna, z reguły pogrążona w lekturze. Jest najlepszą przyjaciółką Kirche. Imię Tabitha wzięła z imienia lalki, którą otrzymała jako dziecko od swojej matki. Pochodzi z Gallii, a jej specjalnością jest magia wiatru. Jej chowańcem jest smok wiatru, Sylphid (jap. シルフィード Shirufīdo). Pochodzi z gallijskiej rodziny królewskiej, lecz w wyniku tragicznych wydarzeń zmuszona jest opuścić kraj i zmienić imię. Posiada tytuł Chevaliera.

Seiyū: Yuka Inokuchi 
- Guiche (jap. ギーシュ Gīshu) – A dokładniej Guichen de Gramont (jap. ギーシュ・ド・グラモン Gīshu Do Guramon), kolega z klasy Louise. Jest zakochany w Montmorency, co nie przeszkadza mu w flirtowaniu z innymi dziewczętami. Ma różdżkę zamaskowaną w róży. Jego chowańcem jest ogromny kret imieniem Belldandy (jap. ヴェルダンデ Verudande), który uwielbia biżuterię i zawsze wyczuje jej zapach. Jego specjalnością jest magia ziemi, stąd też przydomek „Guiche D. Gramond z Brązu”.

Seiyū: Takahiro Sakurai 
- Siesta (jap. シエスタ Shiesuta) – Pokojówka i służąca z Akademii pochodząca z wioski Tarbes. Darzy Saito uczuciem i żeby go zdobyć, potrafi posunąć się bardzo daleko, w ten sposób wprowadzając go w wiele nieprzyjemnych sytuacji związanych z Louise. Nie posiada żadnych mocy magicznych, więc nie należy do klasy szlacheckiej. Jej pradziadek był mieszkańcem Ziemi, który trafił do Tristain.

Seiyū: Yui Horie 
- Agnès (jap. アニエス Aniesu) – Agnès Chevalier de Mediolan (jap. アニエス・シュヴァリエ・ド・ミラン Aniesu Shuvarie Do Miran) jest liderem Rycerzy Imperium, których zadaniem jest ochrona Królowej Henrietty. W dzieciństwie jako jedyna przeżyła spalenie rodzinnej wioski i od tego czasu żyje zemstą.

Seiyū: Michiko Neya 
- Giulio Cesare (jap. ジュリオ・チェザーレ Jurio Chezāre) – Jest przystojnym studentem pochodzącym z Romalii. Pojawia się wraz z rozpoczęciem wojny z tajną misją od papieża, po zaciągnięciu do armii wszystkich studentów płci męskiej. Jest świetnym szermierzem i dyplomatą. Jego chowańcem jest biały smok Azur. Jest kapłanem shintō. Przyjaźni się z Louise i pomaga jej zrozumieć Saito.

Seiyū: Daisuke Hirakawa 

## Manga
| Nr | Data wydania (język japoński) | ISBN (język japoński)  |
| -- | ----------------------------- | ---------------------- |
| 1  | 22 grudnia 2006               | ISBN 978-4-8401-1647-3 |
| 2  | 23 maja 2007                  | ISBN 978-4-8401-1910-8 |
| 3  | 23 października 2007          | ISBN 978-4-8401-1965-8 |
| 4  | 22 marca 2008                 | ISBN 978-4-8401-2209-2 |
| 5  | 23 sierpnia 2008              | ISBN 978-4-8401-2257-3 |
| 6  | 23 marca 2009                 | ISBN 978-4-8401-2551-2 |
| 7  | 23 stycznia 2010              | ISBN 978-4-8401-2969-5 |

### Spin-offy
Powstał spin-off mangi, zatytułowany Zero no tsukaima gaiden: Tabatha no bōken (jap. ゼロの使い魔外伝　タバサの冒険).
| Nr | Data wydania (język japoński) | ISBN (język japoński)  |
| -- | ----------------------------- | ---------------------- |
| 1  | 22 marca 2008                 | ISBN 978-4-8401-2210-8 |
| 2  | 22 września 2008              | ISBN 978-4-8401-2268-9 |
| 3  | 23 marca 2009                 | ISBN 978-4-8401-2552-9 |
| 4  | 23 stycznia 2010              | ISBN 978-4-8401-2970-1 |
| 5  | 23 sierpnia 2010              | ISBN 978-4-8401-3359-3 |

Powstał spin-off mangi, zatytułowany Zero no chukaima: Yōchien nano! (jap. ゼロのちゅかいま　よーちえんnano!), którego autorem jest Takamura Masaya.
| Nr | Data wydania (język japoński) | ISBN (język japoński)  |
| -- | ----------------------------- | ---------------------- |
| 1  | 23 sierpnia 2010              | ISBN 978-4840133609    |
| 2  | 23 sierpnia 2011              | ISBN 978-4-8401-4023-2 |
| 3  | 23 kwietnia 2012              | ISBN 978-4-8401-4453-7 |

Powstał spin-off mangi, zatytułowany Zero no tsukaima: Chevalier (jap. ゼロの使い魔　シュヴァリエ), którego ilustracje wykonała Higa Yukari na podstawie scenariuszy Noboru Yamaguchi.
| Nr | Data wydania (język japoński) | ISBN (język japoński)  |
| -- | ----------------------------- | ---------------------- |
| 1  | 23 sierpnia 2010              | ISBN 978-4-8401-3358-6 |
| 2  | 23 sierpnia 2011              | ISBN 978-4-8401-4025-6 |
| 3  | 23 czerwca 2012               | ISBN 978-4-8401-4483-4 |
| 4  | 23 maja 2013                  | ISBN 978-4-8401-5059-0 |

## Odbiór
W 2008 roku Zero no Tsukaima była najlepiej sprzedającą się serią light novel według serwisu Amazon.com. Redakcja i recenzenci polskojęzycznego czasopisma internetowego Tanuki.pl ocenili pierwszą serię anime notami 6/10.  Druga i trzecia seria zostały ocenione jako 6/10 przez redakcję i 7/10 przez recenzenta. Ostatnia seria spotkała się z krytycznymi notami – redakcja oceniła je jako 4/10, natomiast recenzent – 3/10.